# STILL TIME
「STILL TIME」（スティル・タイム）とは、日本の俳優・歌手、徳山秀典の5枚目のシングルで、同シングルの表題曲である。2000年11月22日に発売された。発売元はエニックス、販売元はポニーキャニオン (PCCA-90002) 。
表題曲は、前作「FOR REAL」に続いてテレビ東京系列で2000年4月4日から2001年3月27日まで放送されたアニメ『幻想魔伝 最遊記』とのタイアップ曲で、後期（第27話から50話）オープニングテーマと挿入歌に用いられた。

## 収録曲
- 全作詞・作曲：黒澤健一 編曲：遠山裕

1. STILL TIME (3:15)
2. BLUE (3:56)
3. STILL TIME（Instrumental）

## 収録アルバム
- 『REAL TIME』
  - 2001年2月21日発売の自身の2枚目のスタジオ・アルバム。「STILL TIME」と「BLUE」のアルバム版「BLUE (Album Version)」が収録。
- 『幻想魔伝 最遊記 オリジナルサウンドトラック Vol.2』[2]
  - 2001年3月7日発売の『幻想魔伝 最遊記』のサウンドトラック。「STILL TIME」と同曲のピアノ演奏によるインスト版「STILL TIME(Piano Version)」が収録。

## チャート成績
オリコンチャートにおいて、週間順位33位、チャート登場回数4週をそれぞれ記録。

## テレビ出演
- 『HEY!HEY!HEY! MUSIC CHAMP』
  - フジテレビ系の音楽番組。2000年12月18日放送分に出演し、「STILL TIME」を披露[3]。

## カバー
- ときのそら
  - 「STILL TIME」をカバー。2024年5月16日に配信限定発売[4][5]。